# Király Viktor
Király Viktor (New York, New York, 1984. március 29. –) magyar énekes, a Megasztár 4 győztese, az Eurovíziós Dalfesztiválok magyarországi előválogatóinak döntőse 2012-ben, 2014-ben és 2018-ban.

## Élete
Király Viktor New Yorkban született. Édesapja, Király Tamás az Universal dobosa volt 1972 és 1982 között (ami elsősorban Kovács Kati kísérőzenekaraként volt ismert); emellett később a Color együttes dobosaként is tevékenykedett, egy ideje pedig az EMI lemezkiadó kreatív igazgatójaként tevékenykedik. Édesanyja, Király Gabriella (lánykori nevén: Gecsényi Gabriella) pedig a Cini és a tinik nevű együttes énekesnője volt. Nővére Király Linda, szintén énekesnő, legismertebb számát a Can’t Let Go-t több mint 2 millióan nézték meg a YouTube-on, és a MAHASZ slágerlistáján a negyedik helyet érte el. Ikertestvére, Király Benjamin hobbiszinten foglalkozik zenéléssel. 1999-ben édesanyja betegsége miatt költöztek vissza Magyarországra. Viktor azóta, tizenhat éves kora óta beszél magyarul, de családi körben testvéreivel továbbra is anyanyelvüket, az angolt használják.

## Zenei karrier
Viktor Linda sikerein felbuzdulva határozta el, hogy ő is szeretne komolyabban foglalkozni az énekléssel. Ikertestvérével, Benjaminnal Twinz néven alapítottak együttest. 2006-ban készítették el első és egyetlen videóklipjüket „Aranyásók” címmel, de a remélt siker akkor még elmaradt. Jelenleg a Face to Face nevű formáció tagjai.
Először az M1 A Társulat című műsorába jelentkezett, melyben friss, tehetséges színészeket kerestek az István, a király rockoperához. Ebben a műsorban Viktor a középdöntőkig jutott, továbbjutásának akadálya elsősorban az akcentusa volt.

### Megasztár
2008-ban jelentkezett a TV2 Megasztár című tehetségkutató műsorának negyedik szériájába, melyben az addig rekordszámú, körülbelül tízezer jelentkező közül került ki győztesen, így 2008-ban ő lett az „Év Hangja”. Viktor a verseny során bebizonyította a nézőknek és a szakmai zsűrinek zene iránti elkötelezettségét, tehetségét és szorgalmát.
A Megasztár döntőiben előadott produkciói:
- Top 15: You Are Not Alone (Michael Jackson)
- 1. döntő: September (Earth, Wind & Fire)
- 2. döntő: When a Man Loves a Woman (Percy Sledge)
- 3. döntő: Hull az elsárgult levél (Máté Péter)
- 4. döntő: I Don't Want to Miss a Thing (Aerosmith)
- 5. döntő: As – duett Rúzsa Magdival (George Michael és Mary J. Blige)
- 5. döntő: Féltelek – duett Bencsik Tamarával (Color együttes)
- 6. döntő: This Love (Maroon 5)
- 6. döntő: Englishman in New York (Sting)
- 7. döntő: Careless Whisper (George Michael)
- 7. döntő: Billie Jean (Michael Jackson)
- 8. döntő: Santa Claus is Coming to Town (J. Fred Coots és Haven Gillespie)
- 8. döntő: Where Do I Begin? (a Love Story című filmből)
- Finálé: Don’t Stop Me Now (Queen)
- Finálé: You Are So Beautiful – duett Rúzsa Magdival (Joe Cocker)
- Finálé: Kiss – párbaj Fekete Dáviddal (Prince)
- Finálé: Éjfél – párbaj Fekete Dáviddal (a Macskák című musicalből)
- Finálé: Time to Say Goodbye – párbaj Fekete Dáviddal (Sarah Brightman és Andrea Bocelli)

A műsor zárásaként Király Viktor a Megasztár előző szériáinak győzteseivel, Tóth Verával, Molnár Ferenc „Caramellel” és Rúzsa Magdival együtt énekelte Whitney Houston One Moment in Time című slágerét.

### A Megasztár után
2009. január 30-án jelent meg első albuma Király Viktor: A döntőben elhangzott dalok címmel, amely a Megasztár 4 döntőiben elhangzott számokból tartalmaz válogatást. Június 24-én jelent meg Viktor első szóló videóklipje, amelyet a Forgószél című számához forgattak. Június 27-én fellépett a T-Mobile Kapcsolat koncerten, a Simply Red előtt. A koncerten duettet énekelt nővérével és ikertestvérével is. Július 27-én jelent meg Király Viktor második albuma Király Viktor címmel, melyen már Viktor saját dalai hallhatók.
2010. március 18-án jelent meg Viktor második szóló videóklipje, amelyet a Ha arra indulsz című számához forgattak. Ezzel egy időben elkészült a klip angol nyelvű változata is Have I Told You címmel. December 16-án jelent meg harmadik albuma Solo címmel, amelyen tíz új, angol nyelvű dal hallható.
2012-ben testvéreivel együtt részt vettek az Eurovíziós Dalfesztivál magyarországi előválogatójában, ahol az Untried című dalukkal a legjobb négy közé jutottak. Ugyanebben az évben ő komponálta a Megasztár hatodik szériájának Másképp kell című Csillagdalát, melynek angol nyelvű verzióját (Brand New Day) az évad 10. döntőjében együtt adta elő a TOP3 versenyzővel, emellett a fináléban duettet énekelt az évadot megnyerő Radics Gigivel.
2013-ban és 2014-ben Az ének iskolája című gyermek-tehetségkutató egyik tanára (zsűritagja) volt. 2014-ben az énekes bekerült a Eurovíziós Dalfesztivál magyarországi előválogatójának Running Out Of Time című dalával. Ezúttal is a legjobb négy közé jutott. 2016-ban a Star Academy egyik zsűritagja volt, majd 2017-ben a Sztárban sztár ötödik évadának második helyezettje lett, és ezt követően a Sztárban sztár +1 kicsi második évadában zsűritag lett.
2017. december 6-án bejelentették, hogy a Duna eurovíziós dalválasztó műsorába, A Dal 2018-ba bejutott a Budapest Girl című dala. A nemzeti válogató döntőjében ezúttal is a legjobb négyben végzett.
2021. december 13-án bejelentették, hogy a Duna tehetségkutató műsorának, A Dal 2022-nek az egyik műsorvezetője lesz Rókusfalvy Lili mellett.

## Diszkográfia

### Albumok
| Év   | Album                                                         | Legmagasabb helyezés                   | Minősítés      |
| Év   | Album                                                         | MAHASZ Top 40 album- és válogatáslemez | Minősítés      |
| ---- | ------------------------------------------------------------- | -------------------------------------- | -------------- |
| 2009 | Király Viktor: A döntőben elhangzott dalok - Megjelenés: 2009 | 4                                      |                |
| 2009 | Király Viktor - Megjelenés: 2009                              | 9                                      |                |
| 2011 | Solo - Megjelenés: 2011                                       | 34                                     |                |
| 2014 | 3rd Dimension - Megjelenés: 2014                              | 2                                      | - Platinalemez |

### Videóklipek
- 2009 – Forgószél
- 2009 – Ha arra indulsz/Have I Told You
- 2010 – Solo
- 2011 – Crazy
- 2012 – Move Faster
- 2013 – Fire
- 2013 – Over
- 2014 – Running Out Of Time (feat. DMC)
- 2014 – Álmodd meg a csodát! (feat Király Linda, Radics Gigi és Bereczki Zoltán)
- 2015 – Chasing Demons
- 2016 – Shoulda Woulda Coulda
- 2016 – Tárd ki a szíved
- 2017 – Hatodik emelet (feat Majka és Curtis)
- 2017 – Jelszó: Love (feat VOLT Allstars + Zävodi)
- 2017 – Pappa Pia (feat Radics Gigi)
- 2017 – Soul Fire (feat Domo X)
- 2017 – Trust my body
- 2017 – Budapest Girl
- 2018 – Király Utca
- 2018 – Füttyös (feat Majka és Curtis)
- 2018 – Sexover
- 2019 – Filter (feat Majka)
- 2019 – Tűzvarázsló (feat DR BRS)
- 2019 – Bye Bye Baby
- 2020 – Marry me – A wedding song
- 2020 – Promises
- 2020 – Models (feat DR BRS)
- 2020 – Csak erre vártam (feat Király Linda)
- 2021 – Szabadesés
- 2021 – Favorite Place (feat Janee)
- 2022 – Nem szóltál (feat Radics Gigi)
- 2023 – Nagy A Baj (feat Young G)
- 2023 – Mondd miért szeretsz te mást
- 2023 – Break me (feat Sterbinszky, Mynea)
- 2023 – Orsis (feat DR BRS)

#### Slágerlistás dalok
| Év                  | Dal                   | Legmagasabb helyezés | Legmagasabb helyezés | Legmagasabb helyezés   | Legmagasabb helyezés | Legmagasabb helyezés | Legmagasabb helyezés         | Legmagasabb helyezés | Album         |
| Év                  | Dal                   | VIVA Chart           | Class 40             | MAHASZ Editors' Choice | MAHASZ Rádiós Top 40 | Magyar Rádiós Top 40 | MAHASZ Single (track) Top 10 | EURO 200             | Album         |
| ------------------- | --------------------- | -------------------- | -------------------- | ---------------------- | -------------------- | -------------------- | ---------------------------- | -------------------- | ------------- |
| 2009                | Forgószél             | 1                    |                      |                        | 28                   |                      |                              |                      | Király Viktor |
| 2009                | Ha arra indulsz       | 4                    |                      |                        |                      |                      |                              |                      | Király Viktor |
| 2009                | Solo                  | 1                    | 1                    | 10                     | 1                    |                      |                              | 200                  | Solo          |
| 2011                | Crazy                 | 2                    |                      |                        |                      |                      |                              |                      | Solo          |
| 2012                | Move Faster           | 12                   |                      |                        |                      |                      |                              |                      |               |
| 2012                | Over                  | 5                    | 8                    |                        | 10                   |                      |                              |                      |               |
| 2013                | Fire                  | 5                    | 3                    | 7                      | 1                    |                      |                              |                      |               |
| 2014                | Running Out Of Time   | 1                    |                      | 8                      | 3                    |                      | 13                           |                      |               |
| 2014                | Álmodd meg a csodát!  |                      |                      | 15                     | 7                    |                      |                              |                      |               |
| 2015                | Chasing Demons        |                      |                      | 35                     | 7                    |                      |                              |                      | 3rd Dimension |
| 2015                | Way Back Home         |                      |                      |                        | 9                    |                      |                              |                      | 3rd Dimension |
| 2016                | Tárd ki a szíved      |                      |                      |                        | 7                    |                      |                              |                      |               |
| 2016                | Shoulda Woulda Coulda |                      |                      |                        | 20                   |                      |                              |                      |               |
| 2017                | Hatodik emelet        |                      |                      | 33                     |                      |                      |                              |                      |               |
| 2018                | Budapest Girl         |                      |                      |                        | 19                   | 11                   |                              |                      |               |
| 2019                | Tűzvarázsló           |                      |                      | 14                     | 15                   | 2                    | 14                           |                      |               |
|                     |                       | Összesítés           |                      |                        |                      |                      |                              |                      |               |
| 1. helyezett számok | 1. helyezett számok   | 2                    | 1                    |                        | 2                    |                      |                              |                      |               |
| Top 10-be bekerült  | Top 10-be bekerült    | 6                    | 3                    | 3                      | 7                    | 1                    |                              |                      |               |
| Top 40-be bekerült  | Top 40-be bekerült    | 7                    | 3                    | 6                      | 11                   | 2                    | 2                            |                      |               |

### Egyéb
- Megasztár 6 Csillagdal (Másképp kell)

## Elismerések és díjak
- 2008 – az Év Hangja
- 2014 – VIVA Comet – Legjobb férfi előadó
- 2020 – Szenes Iván-díj

## Televíziós szereplések
- M1 – A Társulat
- M1 – A Dal 2012, A Dal 2014
- DUNA – A Dal 2018, A Dal 2022
- DUNA – Csináljuk a fesztivált!
- TV2 – Megasztár
- TV2 – Hal a tortán
- TV2 – Az ének iskolája
- TV2 – A nagy duett
- TV2 – Dalfutár (egy epizód erejéig)
- TV2 – Star Academy
- TV2 – Pénzt vagy éveket!
- TV2 – Sztárban sztár
- TV2 – Sztárok és párok
- TV2 – Nicsak, ki vagyok?
- TV2 – Mintaapák
- Super TV2 – Sztárban sztár +1 kicsi
- TV2 – Ázsia Expressz

## Könyvek róla
- Koronczay Lilla: A Király család (2018)